# Friedrich Molter (Bibliothekar)
Friedrich Molter (* 3. November 1775 in Karlsruhe; † 1. November 1842 ebenda) war ein deutscher Bibliothekar und von 1817 bis 1842 Leiter der Hofbibliothek in Karlsruhe.

## Leben
Friedrich Molter war ein Sohn von Friedrich Valentin Molter. Seit 1801 war Friedrich Molter an der Hofbibliothek in Karlsruhe tätig, 1817 wurde er zum Hofbibliothekar berufen. In seine Amtszeit fällt die erste Pflichtexemplarverordnung des Großherzogtums Baden von 1825. Er beschrieb die Hofbibliothek und schätzte ihren Umfang 1837 auf 70.000 Drucke und 1.000 Handschriften.